# NEVA GIVE UP
NEVA GIVE UP（ネバ・ギブ・アップ）は、日本の男性4人組ダンスボーカルグループ。略称は「ネバギブ」。

## メンバー
- Ray（れい）

NEVA GIVE UPのリーダー。
11月8日、O型、福岡市出身
173cm、60kg
- 岡田鷹斗（おかだ たかと）

1994年10月29日、A型、東京都出身
170cm、48kg
CM「コカ・コーラ「ファンタ」」声、舞台「東京俳優市場2012冬〈第2話〉」(2012年)に出演。
- 安藤裕也（あんどう ゆうや）〈2017年4月16日加入〉

1993年12月15日、A型、北海道出身
169.7cm、59kg
澁澤克月]（しぶさわ かつき）〈2017年4月16日加入〉
1996年2月21日、A型、東京都出身
166cm、58kg

### 旧メンバー
- 安達勇人〈2017年4月16日脱退〉
- 須藤凌汰〈2020年1月31日脱退〉
- 中山大輝〈2020年8月30日脱退〉
- 三宅淳也〈2020年9月20日脱退〉

### ユニット・ソロでの活動
Ray∞neK
Rayのソロ活動。
2014年6月11日活動開始。

## 略歴
ライブは関東を中心に各地で行っている。
2012年
- 1月 - Ray、安達勇人、中山大輝、須藤凌汰、岡田鷹斗の男性5人組ダンスボーカルユニットを結成。グループ名はNEVER GIVE UPを、NEVA GIVE UPと意味深くさせた。グラッフリーター刀牙主題歌『CLASSICAL』および挿入歌『焦げつくマイハート』配信
- 5月 - DVD『ファーストライブ』発売
- 6月 - 『Attention!』配信
- 7月 - 『kiss for you』配信
- 8月 - 『あいたい』配信
- 9月 - DVD『CLASSICAL LIVE TOUR 2012』発売

2013年
- 7月 - 『AIYA』配信
- 9月 - 六本木morph-tokyoにてワンマンライブ
- 10月 - 『別冊CD&DLでーた BOYS ON STAGE』発売

2014年
- 2月 - 『Jump-Up Day（Live Ver）』配信
- 3月 - DVD『「1st Album tour Final live」〜Stage I/Stage II〜』発売、着うた『Funky☆Rip/恋心、涙色』配信
- 6月 - 『別冊CD&DLでーた BOYS ON STAGE vol.3』発売、 Ray∞neK（Ray）「笑っちゃうよね / Lily」シングルCD発売、The Triple Clowns（須藤、中山、岡田）『星にネガイを』シングルCD発売
- 8月 - 笠間特別観光大使就任
- 10月 - テレビ埼玉他、全国7局ネット『モテ福』レギュラー出演

2016年
- 3月31日 - ランウェイフィールドとの契約を終了し、自分達で活動の拠点を開き、年間約200本のライブを行う。
- 6月〜9月 - ワンマンライブは大阪・愛知・千葉・茨城で開催

2017年
- 3月 - 株式会社NGF☆LABELを立ち上げる。（NGFとはネバギブのファンの事を指す）
- 4月16日 - 安達勇人が卒業。新メンバー安藤裕也、澁澤克月、三宅淳也が加わり7人組の新体制に

2020年
- 1月31日 - 須藤凌汰が一身上の都合により脱退。
- 8月30日 - 中山大輝が卒業
- 9月20日 - 三宅淳也が一身上の都合により脱退。

2022年
- 3月 - 解散。

## ディスコグラフィ

### シングル
|      | 発売日         | タイトル                           | 規格品番                             |
| ---- | -------------- | ---------------------------------- | ------------------------------------ |
| 1st  | 2012年2月      | CLASSICAL／焦げつくマイハート      |                                      |
| 2nd  | 2014年2月7日   | Funky Lip                          | FSRS-703（type-A）FSRS-705（type-C） |
| 2nd  | 2014年2月7日   | 恋心、涙色                         | FSRS-704（type-B）                   |
| 3rd  | 2018年3月18日  | Change The World                   | NGF-04                               |
| 4th  | 2018年7月29日  | AH YES!!                           | NGF-05                               |
| 5th  | 2018年9月9日   | Amaryllis/怪物と呼ばれたプリンセス | NGF-06 <両A面シングル>               |
| 6th  | 2018年11月18日 | BORDER                             | NGF-07                               |
| 7th  | 2019年9月20日  | 初めての方向けシングル             | NGF-09                               |
| 8th  | 2019年12月1日  | COOL                               | NGF-10                               |
| 9th  | 2019年12月1日  | CRAZY                              | NGF-11                               |
| 10th | 2019年12月1日  | HAPPY                              | NGF-12                               |
| 11th | 2020年3月1日   | サラバ☆common sense                | NGF-13                               |
| 12th | 2020年6月28日  | Never ever/オーマイガ!             | NGF-14 <非売品>                      |

### アルバム
|     | 発売日         | タイトル                             | 規格品番                             |
| --- | -------------- | ------------------------------------ | ------------------------------------ |
| 1st | 2013年8月9日   | NEVA GIVE UP                         | FSRS-701（A盤）FSRS-702（B盤）       |
| 2nd | 2014年11月7日  | Cordiality                           | FSRS-706（type-A） FSRS-707（type-B) |
| 3rd | 2016年11月27日 | ACTION                               | NGF-0001（A盤）NGF-0002（B盤）       |
| 4th | 2017年12月9日  | Great Dipper ～welcome to my world～ | NGF-03                               |
| 5th | 2018年12月15日 | SET LIST STEP1                       | NGF-08                               |

### タイアップ
| 楽曲               | タイアップ                           | 時期   |
| ------------------ | ------------------------------------ | ------ |
| CRLASSICAL         | 映画 「グラッフリーター刀牙」 主題歌 | 2012年 |
| 焦げつくマイハート | 映画 「グラッフリーター刀牙」挿入歌  | 2012年 |
| Change The World   | サイバーダイン茨城ロボッツ           | 2018年 |

## 出演
- モテ福（2014年10月、テレビ埼玉）
- ニコネバ[1]（2017年8月7日 - 、ニコニコチャンネル）